# Universitat d'Innsbruck
La Universitat d'Innsbruck (alemany: Leopold-Franzens-Universität Innsbruck; llatí: Universitas Leopoldino Franciscea) és una universitat pública a Innsbruck, la capital de l'estat federal austríac del Tirol, fundada el 1669.
Actualment, és la instal·lació d'educació més gran del Bundesland austríac del Tirol, la tercera més gran d'Àustria per darrere de la universitat de Viena i la Universitat de Graz i segons el Times The Global Education Supplement World Ranking 2010 de la principal universitat d'Àustria. S'han fet aportacions significatives a moltes branques, sobretot al departament de física. A més, pel que fa al nombre de publicacions que figuren al web de ciències, ocupa el tercer lloc mundial a l'àrea de recerca de muntanya. Al rànquing Handelsblatt 2015, la facultat d'administració empresarial se situa entre les 15 millors facultats d'administració empresarial dels països de parla alemanya.